# موز الثلج
موز الثلج (الاسم العلمي: Ensete glaucum)، نوع من أشجار الموز. موطنه في الصين والنيبال وبورما وتايلاند. ينمو على ارتفاعات من 2600 إلى 80000 قدم (790-280 م).